# テーブルヤシ

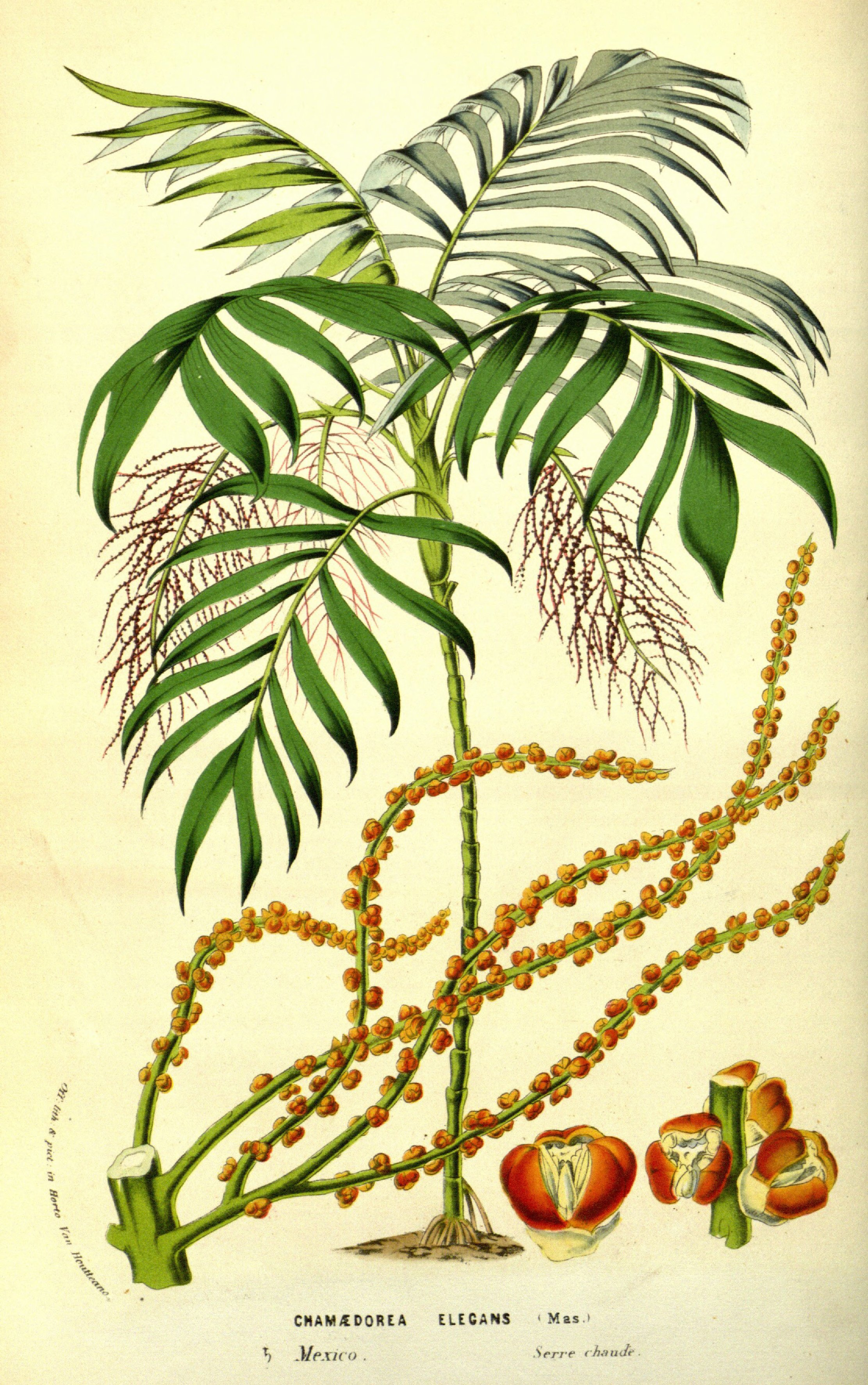
図版

テーブルヤシ Chamaedorea elegans は、小型のヤシ科の植物。観葉植物として栽培される。

## 特徴
高さ1-2mの小型のヤシ。株立ち性で、茎は細くて緑色、環状斑を持つ。葉は単羽状複葉で濃緑色、長さ70-90cm、小葉は先端が尖り、中程は幅広くてやや光沢がある。雌雄異株で、花は小型で鮮やかな黄色になる。果実は赤橙色を帯び、種子は小さくて黒い。
なお、YListは本種の和名を指定していないが、広くこの名で流通している。

## 分布
メキシコ、グアテマラを原産地とする。

## 分類
テーブルヤシ属はメキシコから南アメリカにかけて100以上の種がある。小型のヤシが多く、栽培されているものは幾つかある。普通この名で流通しているものには上掲の学名が当てられてきたが、同定そのものはやや困難である由。
同属のものでヒメテーブルヤシ C. tenella は更に背が低く、葉は先端が二裂するが羽状に裂けない。これもよく栽培される。

## 利用

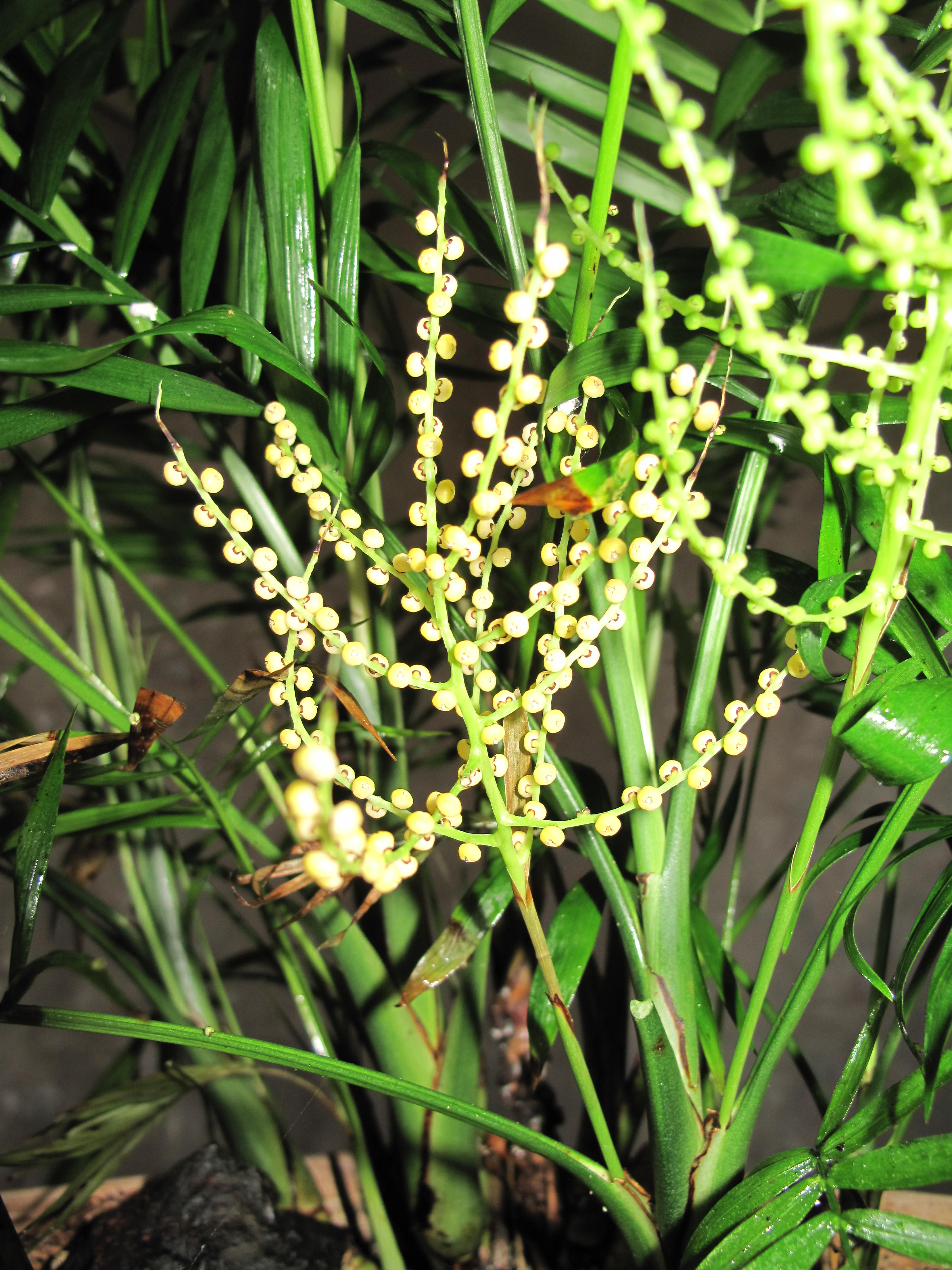
花序

鑑賞価値の高いものとしてよく栽培される。栽培は容易で、耐寒性も強く、日本本土でも普通の家庭の室内で十分冬を越せる。沖縄や八丈島では戸外でよく生育する。
ドランスフィールドは本種を指して『恐らく室内で育てられる植物の中でもっとも強い』とし、他の植物に耐えられないような日照不足や乾燥に強く、また人の不注意にすら耐えると書いている。
日本に持ち込まれたのは1955年頃とされ、その当時は学名仮名読みのチャメドレアも使われた。